# Vallourec
Vallourec este o companie franceză din industria metalurgică, listată pe bursa Euronext din Paris.